# Paa Flugt for Amor
Paa Flugt for Amor (originaltitel The Hansom Cabman) er en amerikansk stumfilm fra 1924 af Harry Edwards.

## Medvirkende
- Harry Langdon som Harry Doolittle
- Marceline Day som Betty Brief
- Charlotte Mineau som Mrs Brief
- Andy Clyde som Brief
- Madeline Hurlock
- Leo Sulky
- William Blaisdell